# El Orjane
El Orjane  (in arabo العرجان‎?) è un centro abitato e comune rurale del Marocco situato nella provincia di Boulemane, regione di Fès-Meknès. Conta una popolazione di 7 740 abitanti (censimento 2014).